# Гимн Судана
Мы — армия Аллаха, армия Отчизны (Арабский: نحن جند الله جند الوطن) — национальный гимн Республики Судан. Слова написаны поэтом Ахмедом Мохаммедом Салихом, а музыка сочинена Ахмедом Морджаном. Гимн исполняется на арабском языке.

## Текст на арабском
نحن جند الله جند الوطن

إن دعا داعي الفداء لم نخــن

نتحدى الموت عند المحن

نشترى المجد بأغلى ثمن

هذه الأرض لنا فليعش سوداننا

 علماً بين الأمم

يابني السودان هذا رمزكم

يحمل العبء ويحمى أرضكم

### Транслитерация
Naḥnu jundu Allāh jundu l-waṭan
ʾIn daʿā dāʿī al-fidāʾ lam nakhun
Nataḥaddā l-mawt ʿinda l-miḥan,
nashtarī l-majda bi-ʾaghlā thaman
Hādhihī l-ʾarḍu lanā fal-yaʿish Sūdānunā,
ʿalaman bayna l-ʾumam
Yā banī s-Sūdān, hādhā ramzukum
yaḥmilu l-ʿibʾa wa yaḥmī ʾarḍakum.

## Перевод на русский
«Мы — армия Аллаха, армия отчизны,

Мы никогда не отступим, когда нас призовут к самопожертвованию.

За бравую смерть, трудности или же боль

Мы добьёмся славы любой ценой.

Да здравствует наша земля — Судан,

И пусть он укажет всем нациям путь.

Сыны Судана, призванные служить,

Выполнят задачу охраны своей земли».